# Margarete Gröwel

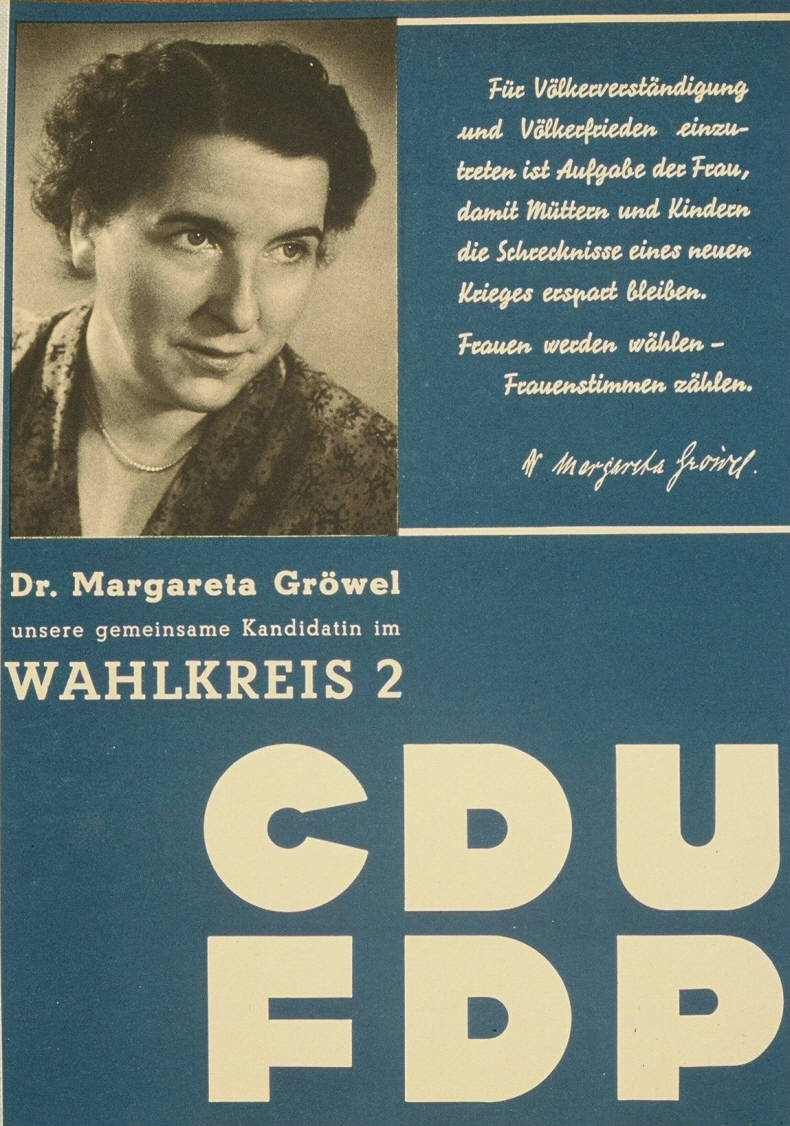
Margarete Gröwel auf einem Bundestagswahlplakat 1949

Margarete Gröwel (auch Margareta Gröwel; * 14. August 1899 in Hamburg; † 20. Januar 1979 in Salzburg) war eine deutsche Politikerin der Zentrumspartei und der CDU.

## Leben
Margarete Gröwel absolvierte zunächst eine Lehrerinnenausbildung und war an einer katholischen Schule in St. Georg tätig. Nachdem die katholischen Schulen in Hamburg 1934 geschlossen worden waren, studierte sie an der Universität Hamburg Philologie, Geschichte, Völkerkunde und Philosophie. Sie wurde anschließend bei Georg Thilenius zum Dr. phil. promoviert, in ihrer Dissertation schrieb sie über die Erziehungsprobleme der Indianerkinder in den Vereinigten Staaten. Sie bestand nach ihrer Promotion das Examen und war danach am Institut für Lehrerfortbildung tätig. Nebenbei unterrichtete sie an einer Realschule in Hamburg. Am 22. August 1944 wurde sie als bekennende Christin und NS-Gegnerin, wie auch viele andere ehemalige Weimarer Politiker demokratischer Parteien, nach dem Attentat auf Hitler im Rahmen der Aktion Gewitter verhaftet und in das Konzentrationslager Fuhlsbüttel, Kola-Fu genannt, eingeliefert. Sie kam jedoch schon am 29. August 1944 aus der Haft frei. Nach dem Ende des Zweiten Weltkrieges arbeitete sie in der Bibliothek des Hamburger Museums für Völkerkunde. 1953 wurde sie als erste Frau im deutschen Konsulardienst Konsulin in Houston. Sie versuchte die Handelsbeziehungen zwischen Westdeutschland und dem amerikanischen Südwesten zu fördern. Nach ihrer Zeit in Houston war sie von 1962 bis 1964 in gleicher Funktion in Lüttich tätig.
Seit ihrer Heirat mit dem österreichischen Ingenieur Maximilian Sztollar im Jahr 1953 führte sie den Namen Sztollar-Gröwel.

## Partei
Margarete Gröwel trat 1924 der Zentrumspartei bei und war die politische Ziehtochter von Hedwig Fuchs. Gröwel war bis 1933 für das Zentrum, den Volksbund für das Deutschtum im Ausland (VDA), den Windthorstbund und den Verein der katholischen deutschen Lehrerinnen VKDL in Hamburg aktiv. 1939 wechselte sie in den NSLB.
Nach dem Krieg war Margarete Gröwel Mitbegründerin der CDU Hamburg, deren Landesvorstand sie bis 1953 angehörte. Als die CDU nach der Bürgerschaftswahl 1946 über eine Regierungsbeteiligung in Hamburg verhandelte, war sie neben Ascan Klée Gobert und Gerd Bucerius als Präses der Kulturbehörde im Gespräch. Im Oktober 1950 wurde sie auf dem ersten Bundesparteitag in Goslar zum Mitglied des Vorstandes der CDU Deutschlands gewählt.

## Abgeordnete
Bei der ersten Bundestagswahl 1949 wurde Margarete Gröwel als aufgrund eines Wahlabkommens als gemeinsame Kandidatin von CDU und FDP im Wahlkreis Hamburg II ins Parlament gewählt, wo sie sich insbesondere den Frauenfragen zuwandte und Vorsitzende des Büchereiausschusses des Bundestages war. Sie stand dem Frauenarbeitskreis der CDU vor und war Beiratsmitglied der Deutschland-Zentrale der Weltorganisation der Mütter aller Nationen (WOMAN). Am Ende der Legislaturperiode schied sie sowohl aus dem Bundestag als auch aus dem CDU-Bundesvorstand aus, um als Konsulin in die Vereinigten Staaten zu gehen.

## Ehrungen
- 1965: Verdienstkreuz 1. Klasse der Bundesrepublik Deutschland

## Schriften
- Haltung und Erziehung des Kindes bei den nordamerikanischen Indianern. Evert, Hamburg 1937 (Dissertation, Universität Hamburg).